# La Purísima, Polotitlán
La Purísima, även kallad Buenavista, är en ort i kommunen Polotitlán i delstaten Mexiko i Mexiko. Samhället hade 891 invånare vid folkräkningen 2020.